# Scott Dann
Scott Dann (Liverpool, Inglaterra, Reino Unido, 14 de febrero de 1987) es un futbolista inglés que juega de defensa y se encuentra sin equipo tras abandonar el Reading F. C.

## Clubes
| Club                           | País       | Año       |
| ------------------------------ | ---------- | --------- |
| Walsall F. C.                  | Inglaterra | 2004-2008 |
| Køge BK (cedido)               | Dinamarca  | 2005      |
| Redditch United F. C. (cedido) | Inglaterra | 2005-2006 |
| Hednesford Town F. C. (cedido) | Inglaterra | 2006      |
| Coventry City F. C.            | Inglaterra | 2008-2009 |
| Birmingham City F. C.          | Inglaterra | 2009-2011 |
| Blackburn Rovers F. C.         | Inglaterra | 2011-2014 |
| Crystal Palace F. C.           | Inglaterra | 2014-2021 |
| Reading F. C.                  | Inglaterra | 2021-2023 |

## Palmarés

### Títulos nacionales
| Título                        | Club                  | País       | Año  |
| ----------------------------- | --------------------- | ---------- | ---- |
| Copa de la Liga de Inglaterra | Birmingham City F. C. | Inglaterra | 2011 |